# Jean-Luc Ponty
Jean-Luc Ponty (ur. 29 września 1942 w Avranches) – francuski skrzypek jazzowy.

## Życiorys
Rodzice Ponty'ego uczyli gry na instrumentach klasycznych – ojciec na skrzypcach, a matka na fortepianie. Jean uczył się na tych instrumentach, a wieku 11 lat pod okiem ojca zaczął uczyć się gry na klarnecie. Mając 16 lat rozpoczął studia w konserwatorium muzycznym, które ukończył dwa lata później z najwyższym wyróżnieniem – Premier Prix. Oprócz zainteresowań muzycznych trenował piłkę nożną. W wieku 5 lat trenował w FC Avranches. Karierę zakończył mając 8 lat z powodu ciężkiego urazu ścięgna Achillesa.
Przez trzy kolejne lata grał w orkiestrze symfonicznej na skrzypcach. W tym czasie udzielał się w lokalnym jazzbandzie, grając na klarnecie. Jego fascynacje jazzowe skupiały się wokół Milesa Davisa i Johna Coltrane'a. Zaczął grać na saksofonie tenorowym, jednak po czasie stwierdził, że najlepiej może się wyrazić grając na swym głównym instrumencie – skrzypcach.
W 1964 roku założył wraz z Rene Urtregerem kwartet jazzowy, który odniósł sukces na festiwalu w Antibes. To pozwoliło mu na pracę z wieloma znakomitymi muzykami. W 1966 roku nagrał wraz ze Stuffem Smithem, Stéphane'em Grappellim i Svendem Asmussenem (Violin Summit) płytę koncertową. Rok później Ponty zagrał na Monterey Jazz Festival. Po tym koncercie podpisał kontrakt z wytwórnią World Pacific. Na przełomie lat 60. i 70. skierował twórczość w stronę awangardy, nagrywając solowe płyty (np. Electric Connection), czy współpracując z Frankiem Zappą i jego The Mothers of Invention. W 1974 dołączył do nowo sformowanego składu Mahavishnu Orchestra, prowadzonego przez Johna McLaughlina, uczestnicząc w nagrywaniu 2 albumów (Apocalypse oraz Visions of the Emerald Beyond), jednak już rok później rozpoczął samodzielną karierę, nagrywając niemal co roku solowe płyty jazzrockowe. Na jego albumach pojawiają się takie gwiazdy jak Allan Holdsworth, Daryl Stuermer, Scott Henderson. Sam Ponty rzadko pojawia się jako side-man u innych wykonawców.
W 1994 wraz z basistą i gitarzystą Return to Forever – Stanleyem Clarkiem i Alem Di Meolą nagrali podczas Montreux Jazz Festival akustyczny album The Rite of Strings i w tym samym składzie grają materiał z płyty do dziś.
Aktualnie często występuje wraz ze swoim zespołem jako "JLP Band", w składzie: William Lecomte (instr. klawiszowe), Guy Nsangué Akwa (gitara basowa), Damien Schmitt (perkusja), Taffa Cissé (instr. perkusyjne).

## Odznaczenia
- 13 maja 2016: Oficer Orderu Narodowego Zasługi[2]
- 13 lipca 2009: Kawaler Orderu Narodowego Legii Honorowej[3]
- 28 listopada 2002: Kawaler  Orderu Narodowego Zasługi[2].

## Dyskografia
- Jazz Long Playing (1964)
- Violin Summit (1966)
- Sunday Walk (1967)
- Cantaloupe Island (1967)
- Jean-Luc Ponty Experience (1969)
- King Kong (1969)
- Live at Donte's (1969)
- Upon the Wings of Music (1975)
- Aurora (1976)
- Imaginary Voyage (1976)
- Enigmatic Ocean (1977)
- Cosmic Messenger (1978)
- A Taste for Passion (1979)
- Live (1979)
- Civilized Evil (1980)
- Mystical Adventures (1982)
- Individual Choice (1983)
- Open Mind (1984)
- Fables (1985)
- The Gift of Time (1987)
- Storytelling (1989)
- Tchokola (1991)
- No Absolute Time (1993)
- King Kong: Jean-Luc Ponty Plays the Music of Frank Zappa (1993)
- Le Voyage (1996)
- Live at Chene Park (1997)
- The Very Best of Jean-Luc Ponty (2000)
- Life Enigma (2001)
- The Best of Jean-Luc Ponty (2002)
- Live at Semper Opera (2002)
- In Concert (2003)
- The Atacama Experience (2007)